# Rose Garland Thornton
Rose Garland Thornton (30 de junio de 1919 – 26 de abril de 2014) fue la primera mujer alcalde pro tempore de Grosse Pointe Shores, Míchigan, EE. UU.  Cuando se jubiló en 2008 había servido a su comunidad más de 20 años – más tiempo que cualquier oficial elegido en la historia de la ciudad. En 2007 Rose Garland Thornton recibió el Premio Presidente de Grosse Pointe Shores, el más alto honor de su comunidad.

## Historia

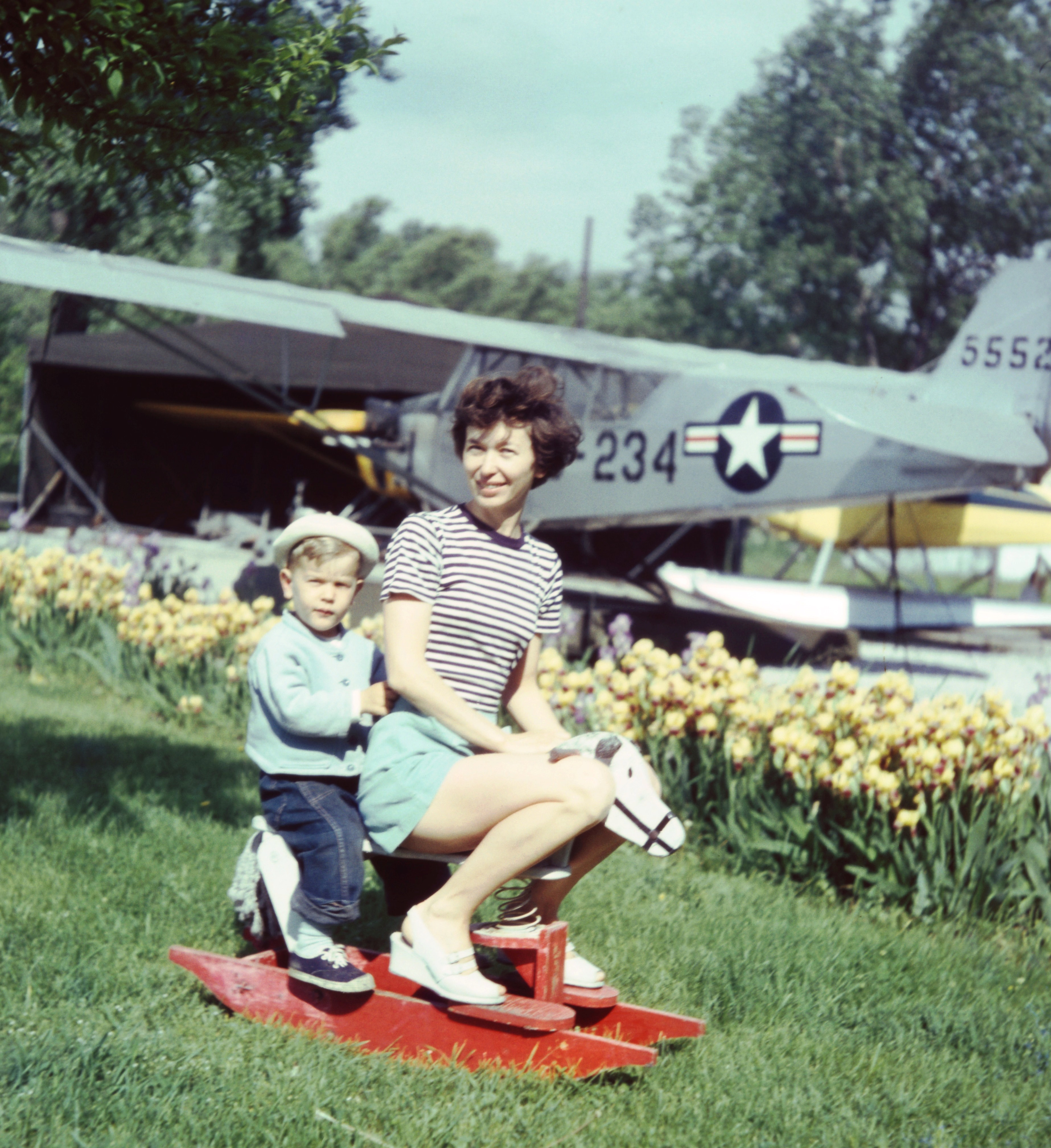
Rose Garland con su hijo, Harry, en el jardín de su residencia en la Base de Hidroaviones Garland (1950)

Rose Garland Thornton nació el 30 de junio de 1919 en Sioux Lookout, Ontario, Canadá.  Cuando era pequeña su familia se mudó a Beausejour, Manitoba, Canadá. Cuando tenía 18 años ella se mudó a Detroit, Míchigan, EE. UU. para encontrar trabajo.
Llegó a los Estados Unidos en 1937 como inmigrante sin papeles. Trabajó como niñera al principio, y después tenía puestos como enfermera en una fábrica los días hábiles y como vendedora en una tienda de vestidos los fines de semana.  También ella asistió a clases de negocios por las noches.
Rose se casó con Harry G. Garland en 1945 y se convirtió en ciudadana de los Estados Unidos en 1948. Rose y Harry vivían en Detroit, Míchigan en la orilla del Río Detroit y trabajaban juntos en las operaciones de la Base de Hidroaviones Garland. En 1952 la ciudad de Detroit utilizó su derecho de expropiación para adquirir la propiedad de Garland con el objetivo de crear un parque a la orilla del río Detroit. Como consecuencia los Garland se mudaron a Grosse Pointe Shores, Michigan y construyeron su nueva casa a orillas del Lago Sainte-Claire con una rampa de madera para su hidroavión.

## Servicio público
En 1987 Rose Garland Thornton fue elegida para el consejo de Grosse Pointe Shores, Míchigan cuando tenía 67 años. Se la reeligió para un segundo mandato en 1989 y fue reelegida cada dos años por los próximos dieciocho años. Trabajó para desarrollar programas para los jóvenes y también para los ancianos de la comunidad. 
En 1999 en el periódico Grosse Pointe News la describió como una “heroína.”
En 2003  llegó a ser la alcaldesa pro tempore. En 2007 Rose Garland Thornton fue honorada con el Premio Presidente de Grosse Pointe Shores. Continuó en el puesto de alcaldesa pro tempore hasta su jubilación en 2008 (cuando tenía 88 años).

## Vida privada

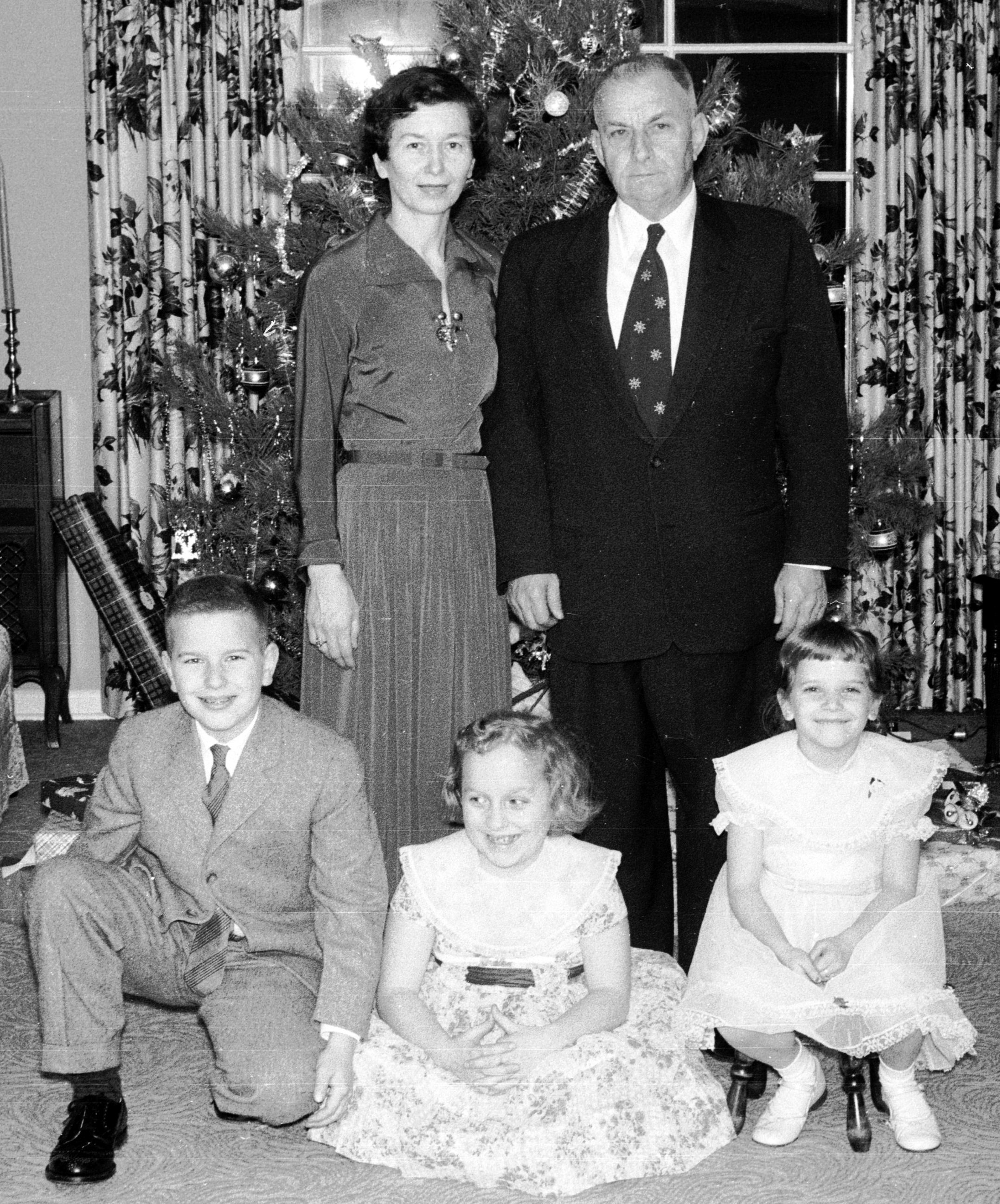
Rose y Harry G. Garland con sus hijos (1957)

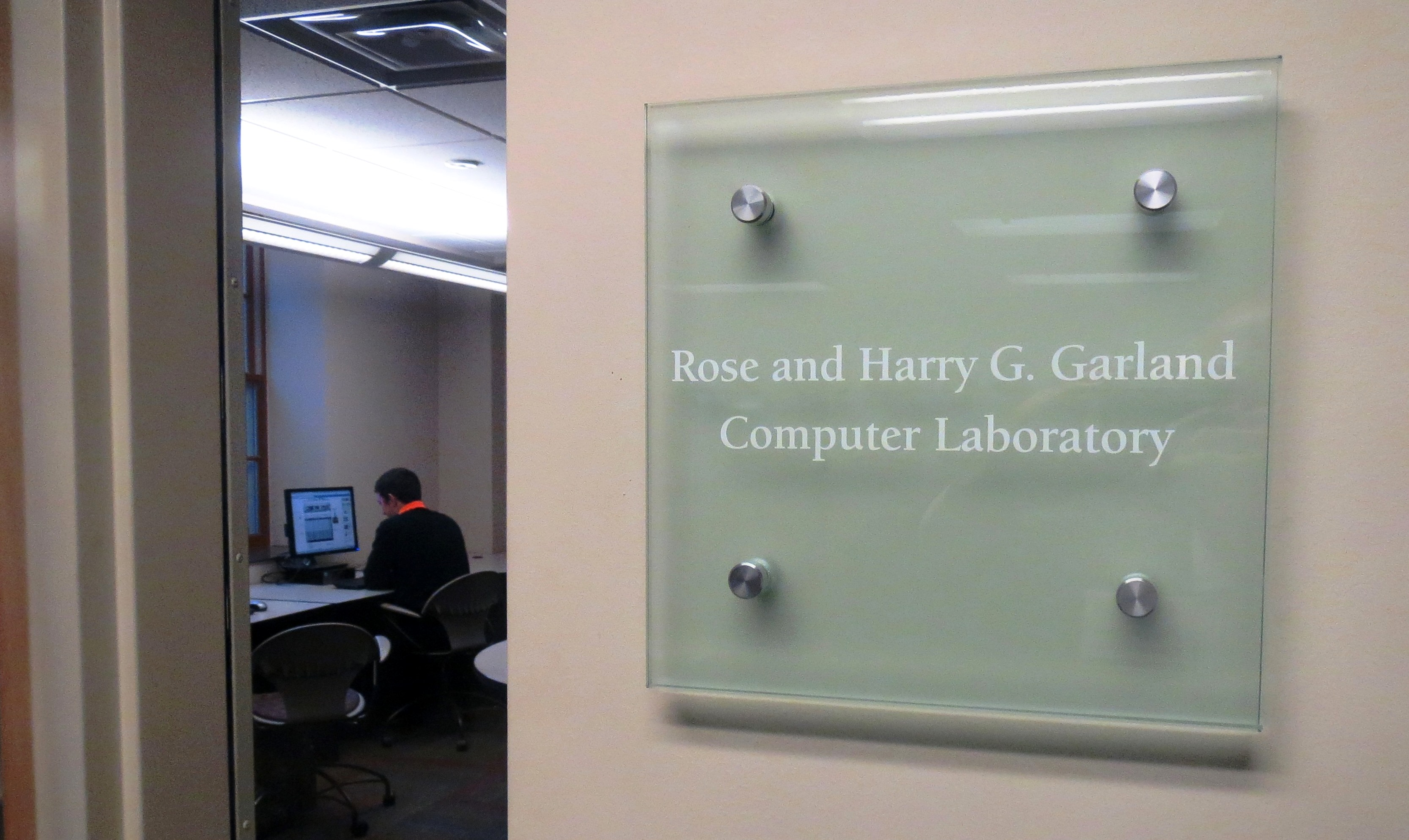
Laboratorio Rose y Harry G. Garland en Kalamazoo College (2013)

Rose se casó con Harry G. Garland en 1945. Tuvieron tres hijos: Harry (nacido en 1947), Judy (nacida en 1949) y Carol (nacida en 1951). De adultos sus tres hijos se mudaron a California y su hijo, Harry T. Garland, llegó a ser el fundador de la compañía Cromemco, y un líder en el desarrollo de microcomputadoras en Silicon Valley. Las destacadas microcomputadoras de Cromemco fueron algunas de las primeras distribuidas en Latinoamérica.
Harry G. Garland falleció en 1972.  Rose continuó viviendo en su casa en Grosse Pointe Shores, y en 1980 se casó con el juez Thomas P. Thornton, un viejo amigo de Harry G. Garland.  Después de la muerte del juez Thornton en 1985,  Rose empezó su carrera en servicio público.
Su jardín era su pasatiempo. Tuvo un huerto de vegetales, un parral de uvas, miles de flores y una casa de juegos construida por Harry G. Garland para sus hijas.
En 2008 un laboratorio de computadoras en Kalamazoo College fue nombrado el Laboratorio Rose y Harry G. Garland para honrar a Rose y a su primer esposo. En 2020 la empresa Eva Garland Consulting en Carolina del Norte, EE. UU. estableció el “Premio Rose Garland” para reconocer la importancia de construir una comunidad en su organización y para honrar a Rose Garland Thornton.
Rose Garland Thornton falleció el 26 de abril de 2014.